# Shuangyang (ort)
Shuangyang är en ort i Kina. Den ligger i provinsen Jilin, i den nordöstra delen av landet, omkring 56 kilometer sydost om provinshuvudstaden Changchun. Antalet invånare är 62 137.
Runt Shuangyang är det tätbefolkat, med 947 invånare per kvadratkilometer. Det finns inga andra samhällen i närheten. Trakten runt Shuangyang består till största delen av jordbruksmark.
Genomsnittlig årsnederbörd är 1 063 millimeter. Den regnigaste månaden är juli, med i genomsnitt 250 mm nederbörd, och den torraste är januari, med 13 mm nederbörd.